# Bouar Airport
Bouar Airport är en flygplats i Centralafrikanska republiken.   Den ligger i prefekturen Préfecture de la Nana-Mambéré, i den västra delen av landet, 400 km nordväst om huvudstaden Bangui. Bouar Airport ligger 1 019 meter över havet.
Terrängen runt Bouar Airport är platt åt nordost, men åt sydväst är den kuperad. Närmaste större samhälle är Bouar, 5,4 km sydväst om Bouar Airport. 
I omgivningarna runt Bouar Airport växer huvudsakligen savannskog. Runt Bouar Airport är det ganska glesbefolkat, med 22 invånare per kvadratkilometer.